# Colchicum euboeum
Colchicum euboeum är en tidlöseväxtart som först beskrevs av Pierre Edmond Boissier, och fick sitt nu gällande namn av Karin Persson. Colchicum euboeum ingår i släktet tidlösor, och familjen tidlöseväxter. Inga underarter finns listade i Catalogue of Life.